# Marianne Elliott
Ne doit pas être confondu avec Marianne Elliott (historienne).
Marianne Elliott (née le 27 décembre 1966), OBE, est une metteuse en scène et réalisatrice britannique. Elle a reçu trois Laurence Olivier Awards et quatre Tony Awards.

## Biographie
Elle est la fille du metteur en scène Michael Elliott et de l'actrice Rosalind Knight. Elle est mariée à l'acteur Nick Sidi.
On lui doit notamment la mise en scène des pièces War Horse (2007, création), Le Bizarre Incident du chien pendant la nuit (2015, création) et Angels in America (2018, avec Nathan Lane et Andrew Garfield) ainsi que de la comédie musicale Company (2022, reprise).
En 2018 elle est faite Dame commandeur de l'Empire britannique (DBE).
Elle réalise son premier long métrage, The Salt Path, sorti en 2024.

## Filmographie
- 2024 : The Salt Path